# Kéllé (république du Congo)
Pour les articles homonymes, voir Kéllé.
Kéllé ou Kelle est une ville de République du Congo, chef-lieu du district du même nom et située dans la région de la Cuvette-Ouest. Elle se trouve à une trentaine de kilomètres de la frontière avec le Gabon, sur le cours de la Lékona.